# Angiopteris indica
Angiopteris indica là một loài dương xỉ trong họ Marattiaceae. Loài này được Desv. mô tả khoa học đầu tiên năm 1811.